# Malcolm Chace
Malcolm Greene Chace, né le 12 mars 1875 à Central Falls et mort le 16 juillet 1955 à Yarmouth (Massachusetts), est un joueur de tennis américain. Il est le petit-fils de Elizabeth Buffum Chace qui milita contre l'esclavage durant la Guerre de Sécession.

## Carrière
Il eut d'abord une carrière universitaire probante, champion en 1893 pour l'Université Brown, puis en 1894 et 1895 pour l'Université Yale en simple et en double. Il devint le seul champion inter-universitaire à remporter trois titres de suite en simple et en double et le seul à remporter des titres pour deux universités différentes.
Il a été demi-finaliste des Internationaux des États-Unis en simple et a remporté le titre du double en 1895 avec comme partenaire Robert Wrenn. Il fut classé parmi les dix meilleurs joueurs américains quatre fois de 1892 à 1895, année où il parvint au 3e rang.
Malcolm fut également un champion de hockey sur glace, que les Américains nommaient à l'époque ice-polo, et contribua à l'éclosion de ce sport en participant à la création de la première ligue amateur dans son pays.
Il est membre du International Tennis Hall of Fame depuis 1961.